# Zaniklá kaple svatého Jana
Zaniklá kaple svatého Jana, švédsky Sankt Johannes kapell nebo Kyrkhamns kapell, je kaple a památkově chráněný objekt, který se nachází poblíž silnice a malého parkoviště jižně od vesnice Ottenby v přírodní rezervaci Ottenby v okrese Mörbylånga na ostrově Öland v kraji Kalmar v jižním Švédsku. Byla postavena koncem 13. století a patřila k zaniklé rybářské vesnici Kyrkhamn, která byla největší rybářskou vesnicí na ostrově. Lov sleďů byl mezinárodní záležitostí a tak Kyrkhamn a jeho kapli návštěvovali také lidé z Gotlandu, Dánska, severoněmeckých hanzovních měst atp. Kaple sloužila jako místo uctívání Boha i jako skladiště. Uvnitř i vně kaple byly nalezeny hroby. Kaple stála ještě v polovině 17. století, ale po reformaci chátrala a v roce 1676 byla údajně opuštěná. Kameny z kaple byly použity na stavbu blízkého majáku Långe Jan.

## Další informace
Na místě jsou dobře patrné obrysy kaple a také je zde umístěn kříž z roku 1966 vytvořený podle návrhu švédské archeoložky Dagmar Selling. Nachází se zde také informační tabule a kovový model kaple ve zmenšeném měřítku. K místu vede také turistická trasa Kyrkhamnsleden.

## Galerie

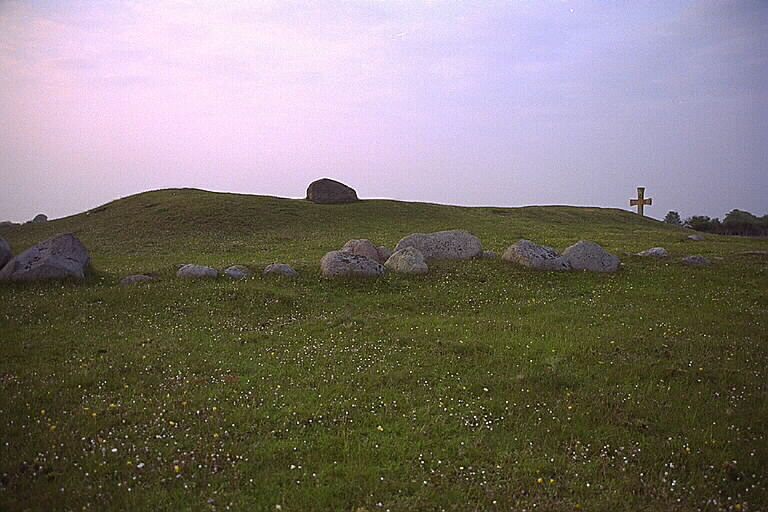
Umístění bývalé kaple v krajině
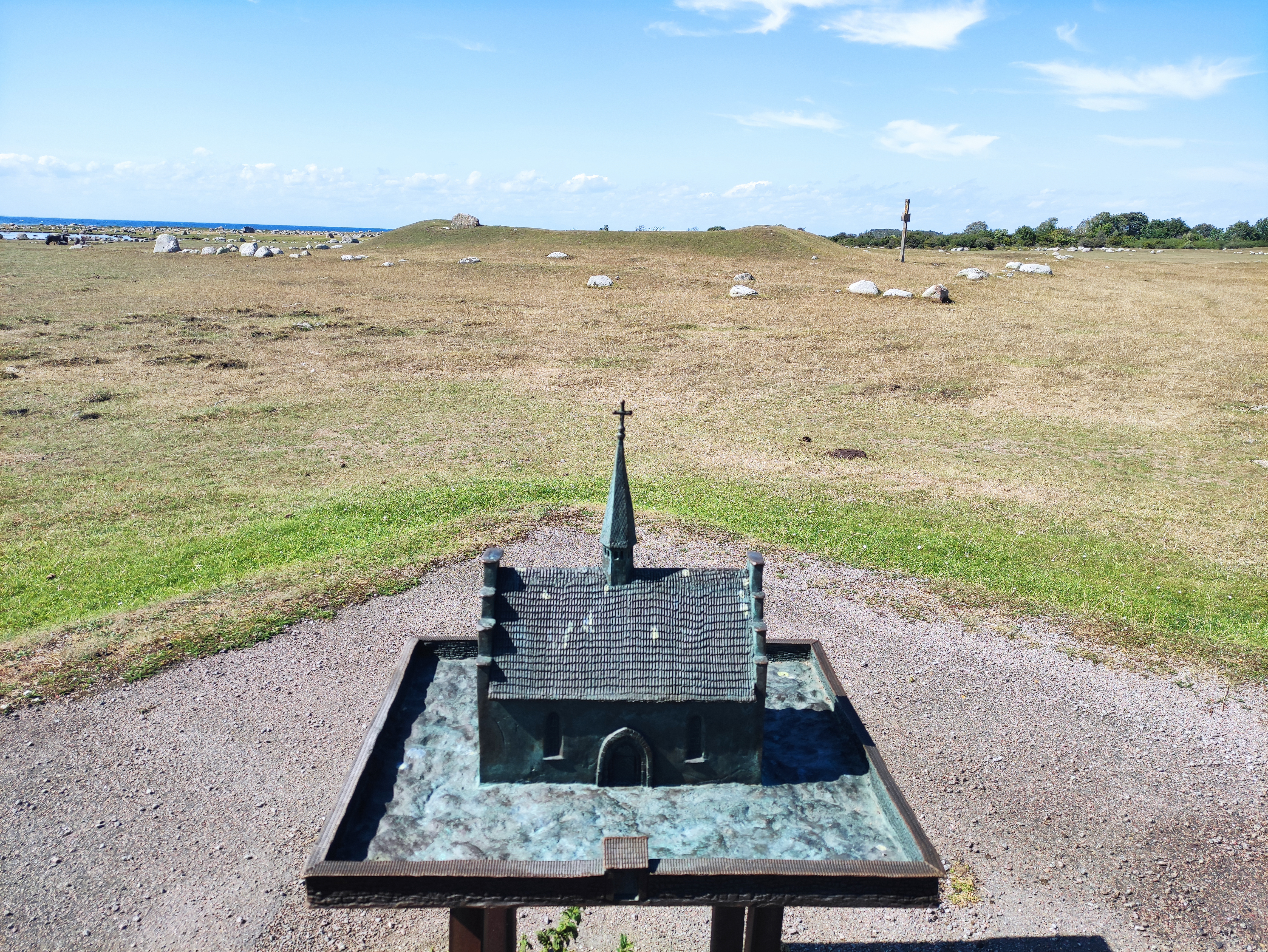
Kovový model kaple na místě
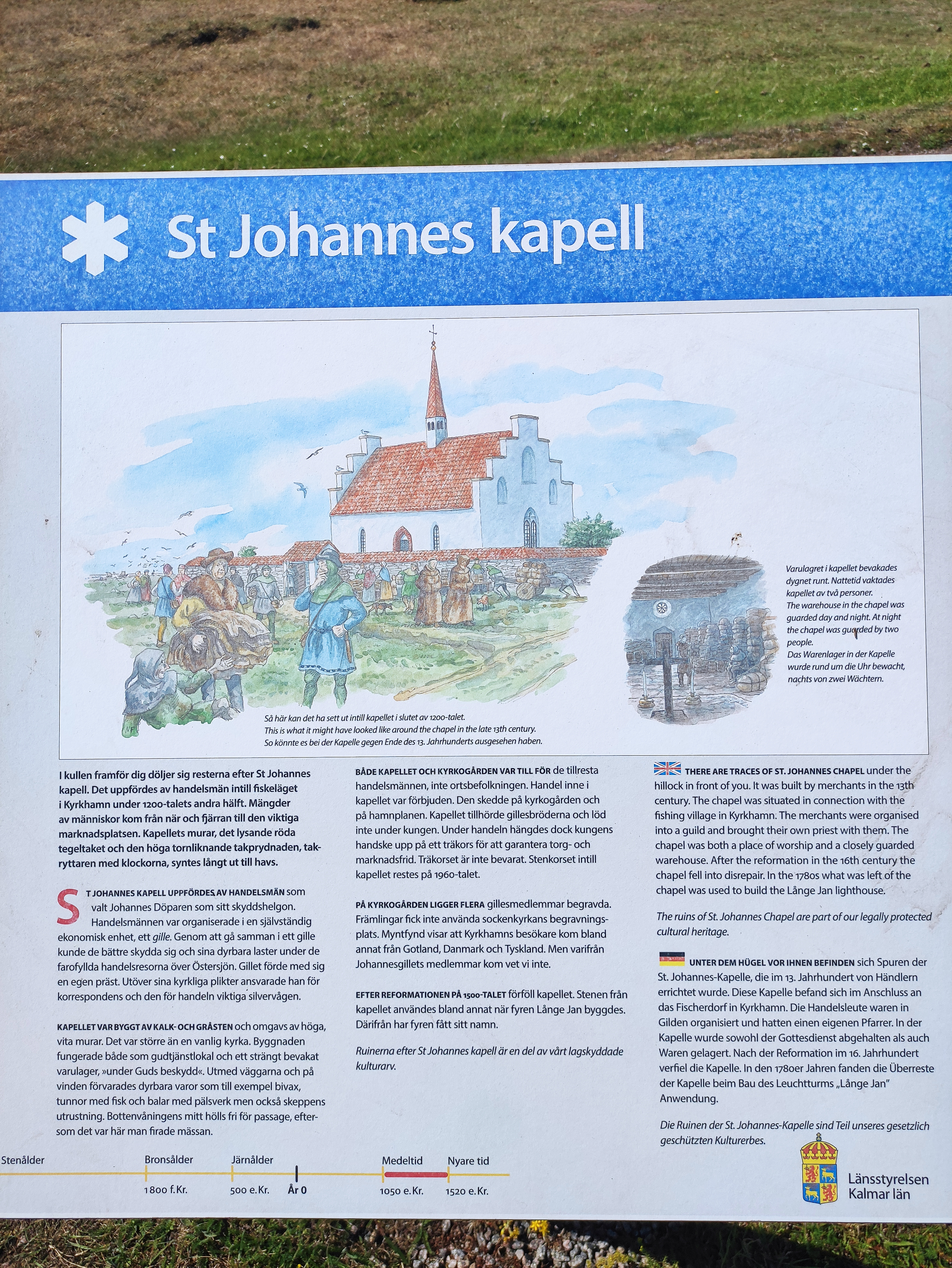
Informační panel na místě